# Macromitrium brachypodium
Macromitrium brachypodium là một loài Rêu trong họ Orthotrichaceae. Loài này được Müll. Hal. mô tả khoa học đầu tiên năm 1857.